# Городилова, Наталья Львовна
Наталья Львовна Городилова (род. 16 мая 1950, Дзауджикау) — советская гребчиха. Мастер спорта СССР международного класса (1974).
В академическую греблю пришла в 1968 году. Представляла спортивное общество «Авангард» (Запорожье). Её тренером являлся В. Беликов.
Трижды становилась чемпионкой СССР (1974 — четвёрка парная, 1976 — двойка распашная, 1977 — восьмёрка). Серебряная призёрша Спартакиады народов СССР 1975 года (двойка распашная).
На чемпионате мира 1977 года в Нидерландах стала серебряным призёром (восьмёрка), а в 1974 году — бронзовым на турнире в Швейцарии (четвёрка парная).
Член сборной СССР с 1974 года. Участница Олимпийских игр 1976 года в Монреале, где заняла в паре с Анной Карнаушенко четвёртое место в двойке.
Училась в Запорожском индустриальном институте.